# وحر صخري
وحر صخري (بالإنجليزية: Anderson's Rock Agama)‏ (باللاتينية: Agama adramitana)، هو نوع من السحالي ينتمي إلى فصيلة الحرذونيات.

## روابط خارجية
- زواحف المملكة العربية السعودية
- الزواحف والبرمائيات في مصر
- التنوع البيولوجي في مصر
- الحياة البرية في الإمارات
- التنوع الحيوي بالسلطنة
- دليل الحياة البرية في تونس